# Jan Waleczek
Jan Waleczek (ur. 24 maja 1932 w Zabłociu, zm. 4 lutego 2012 w Katowicach) – polski dziennikarz i polityk, poseł na Sejm PRL VII, VIII i IX kadencji.

## Życiorys
Syn Franciszka i Anny. Uzyskał tytuły zawodowe magistra socjologii, magistra ekonomii i magistra filozofii (1965) na Katolickim Uniwersytecie Lubelskim. Pracował jako dziennikarz we „Wrocławskim Tygodniku Katolików”, „Słowie Powszechnym”, zaś od 1982 był redaktorem naczelnym pisma „Katolik”. Sprawował funkcję przewodniczącego Oddziału Wojewódzkiego Stowarzyszenia „Pax” w Katowicach, następnie zaś wiceprzewodniczącego Zarządu Głównego „Pax” w Warszawie. Należał do Stowarzyszenia Dziennikarzy Polskich. Zasiadał w Wojewódzkiej Radzie Narodowej w Katowicach. Działał we Froncie Jedności Narodu (m.in. jako członek Wojewódzkiego Komitetu), Patriotycznym Ruchu Odrodzenia Narodowego oraz licznych organizacjach społecznych. W 1976 uzyskał mandat posła na Sejm PRL VII kadencji w okręgu Katowice z ramienia Stowarzyszenia „Pax”. Zasiadał w Komisji Oświaty i Wychowania oraz w Komisji Zdrowia i Kultury Fizycznej. W 1980 i 1985 ponownie uzyskiwał mandat posła w okręgu Katowice z ramienia „Pax”. W Sejmie VIII kadencji zasiadał w Komisji Oświaty i Wychowania, Komisji Zdrowia i Kultury Fizycznej, Komisji Handlu Wewnętrznego, Drobnej Wytwórczości i Usług, Komisji Polityki Społecznej, Zdrowia i Kultury Fizycznej oraz w Komisji Rynku Wewnętrznego, Drobnej Wytwórczości i Usług, a w Sejmie IX kadencji w Komisji Ochrony Środowiska i Zasobów Naturalnych, Komisji Polityki Społecznej, Zdrowia i Kultury Fizycznej, Komisji Przemysłu oraz w Komisji Nadzwyczajnej do rozpatrzenia projektu Ordynacji Wyborczej do Sejmu oraz Ordynacji Wyborczej do Senatu. Brał udział w obradach Okrągłego Stołu w podzespole do spraw zdrowia. Bez powodzenia ubiegał się o reelekcję w wyborach w 1989.

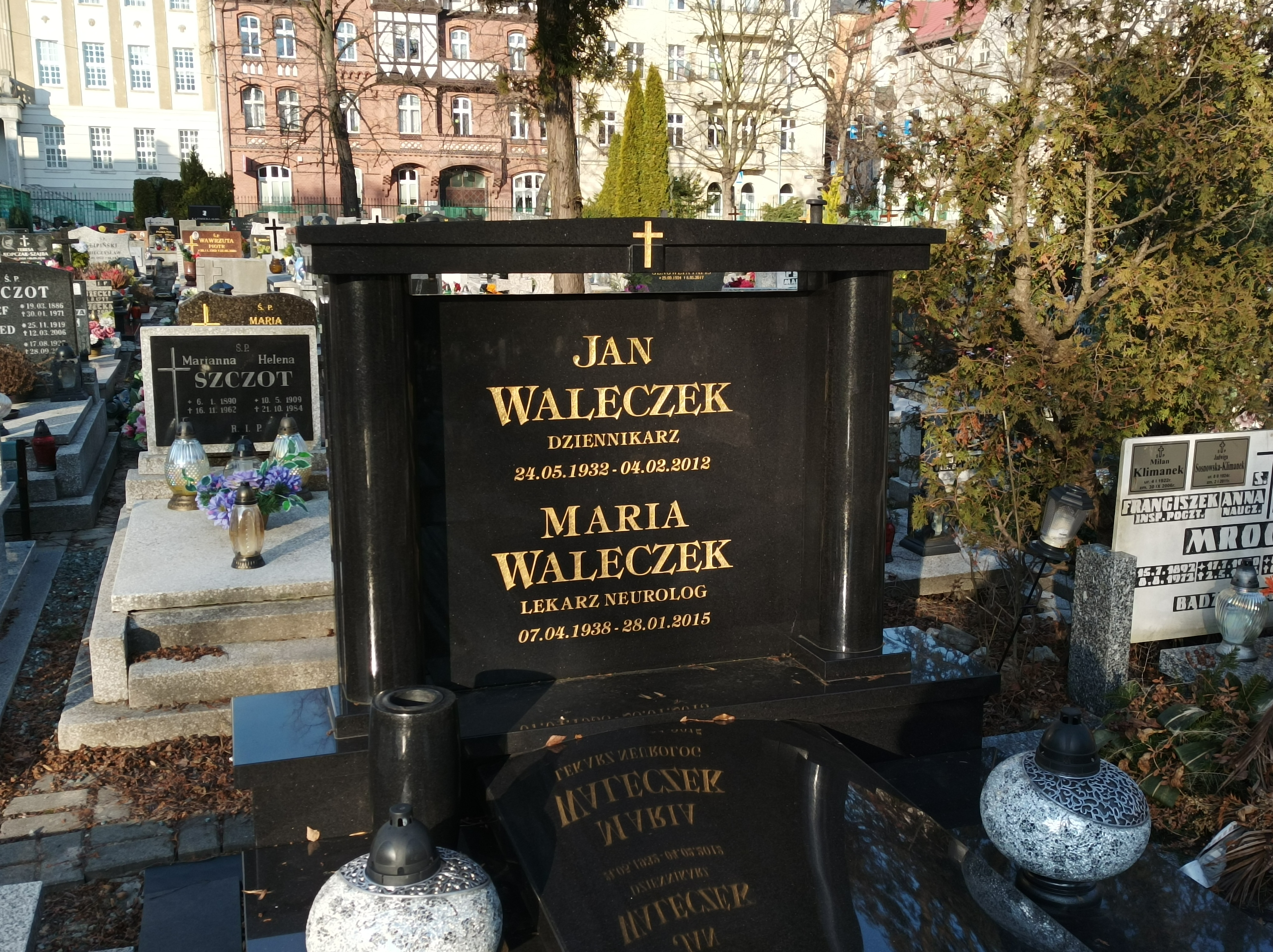
Grób Jana Waleczka na cmentarzu przy ul. Francuskiej w Katowicach

## Odznaczenia i nagrody
- Order Sztandaru Pracy I klasy
- Krzyż Kawalerski Orderu Odrodzenia Polski
- Złoty Krzyż Zasługi
- Srebrny Krzyż Zasługi
- Medal Komisji Edukacji Narodowej
- Medal 30-lecia Polski Ludowej
- Medal 40-lecia Polski Ludowej
- Złota Odznaka „Zasłużony w Rozwoju Województwa Katowickiego”
- Nagroda im. Karola Miarki (1987)[2]